# Segmentierung (Linguistik)
Die Segmentierung (oder Segmentation) ist in der Sprachwissenschaft eine Zerlegung komplexer Einheiten (beispielsweise Sätze oder Wörter) in ihre Elemente (Segmente), die dann wiederum klassifiziert, d. h. nach bestimmten Kriterien – ihrer Bedeutung und/oder Funktion – geordnet werden können.
Die Segmentierung dient der Analyse sprachlicher Einheiten. Darauf baut die Klassifizierung der Bestandteile der sprachlichen Einheiten, d. h. die Zuordnung zu bestimmten Kategorien auf. Die Segmentierung und Klassifizierung setzen voraus, dass die Sprache ein geordnetes System ist, deren Elemente zueinander in bestimmten Relationen stehen. Ausgehend von Ferdinand de Saussure, dem Begründer der strukturellen Linguistik, sind das Segmentieren und Klassifizieren die strukturalistische Sprachwissenschaft kennzeichnende Methoden.
Das Analyseverfahren der Segmentierung kann auf verschiedenen sprachlichen Ebenen eingesetzt werden:
- auf der Wortebene dient sie der Morphemanalyse,
- auf der Lautebene der Phonemanalyse
- auf der Satzebene der Satz(glied)analyse.

## Segmentierung in der Morphologie
Wörter können unter anderem in Morphe zerlegt werden. Ein Verfahren zur Morphsegmentierung im Deutschen stellt Best (2001; 2008) vor; es setzt einen nicht ganz ungeschulten Bearbeiter voraus. Durch diese Methode der Analyse kommt man auf die jeweils kleineren Einheiten: Die kleinsten bedeutungstragenden Teile eines Sprachsystems sind die sogenannten Morphe. Der Satz Der Fischer fischt kann in folgende Segmente (Morphe) zerlegt werden: d-, -er, fisch-, -er, fisch- und -t. An eine solche Segmentierung muss sich der nächste Arbeitsschritt anschließen, der darin besteht, die Morphe zu Morphemen zu klassifizieren. Dabei würde sich herausstellen, dass die beiden Morphe fisch- zum gleichen Morphem gehören, die beiden Morphe -er aber nicht: das erste -er in d-er ist eine Deklinationsendung mit der grammatischen Funktion „Nominativ Singular Maskulinum“, das zweite eine Ableitungsendung mit der Funktion, aus dem Verbstamm fisch- die Berufsbezeichnung Fisch-er abzuleiten.
Ein automatisches Morphsegmentierungsverfahren findet sich bei Langer, dessen Fehlerquote der Autor selbst mit 7,24 % angibt.

## Segmentierung in der Phonologie
Auch in der Phonetik und in der Phonologie findet dieses Verfahren Anwendung: So gelangt man dabei auf die kleinste bedeutungsdifferenzierende Einheit in einem Wort, das Phonem. Die Segmentierungs- und Klassifizierungsverfahren der strukturalistischen Sprachwissenschaft (Taxonomie) werden in Anwendung auf Phonetik und Phonologie von Bünting (1981: 75 ff.) beschrieben.

## Segmentierung in der Syntax
In der Syntax dient die Segmentierung eines Satzes der Feststellung syntaktischer Einheiten, die dann in einem zweiten Schritt als Satzglieder klassifiziert werden können. Eine weitere Segmentierung führt zur Feinstruktur des Satzes.
Zur Feststellung der syntaktischen Einheiten eines Satzes hat insbesondere der amerikanische Strukturalismus Tests entwickelt: siehe Konstituententest.